# Striatoguraleus thetis
Striatoguraleus thetis é uma espécie de gastrópode do gênero Striatoguraleus, pertencente a família Horaiclavidae.